# Янн Гбого
Гнантен Янн Гбого (фр. Gnantin Yann Gboho, нар. 14 січня 2001, Ман, Кот-д'Івуар) — французький футболіст івуарійського походження, вінгер клубу «Тулуза».

## Ігрова кар'єра

### Клубна
Янн Гбого народився у Кот-д'Івуар. Деякий час виступав у молодіжній команді клубу з Мартініки. Після чого переїхав до Франції, де приєднався до молодіжної команди «Ренна». У травні 2018 року підписав з клубом перший професійний контракт. Перший матч в основі «Ренна» Гбого провів у серпні 2019 року, коли вийшов на заміну у матчі на Суперкубок Франції. Також у жовтні того року футболіст дебютував у турнірі Ліга 1.
У липні 2021 року футболіст відправився в оренду у нідерландський клуб «Вітесс», де грав весь сезон.
Після повернення з оренди, влітку 2022 року Гбого перейшов до бельгійського клубу «Серкль Брюгге», з яким підписав трирічний контракт.

### Збірна
З 2016 року Янн Гбого виступав за юнацькі збірні Франції.